# Chiesa di Santa Maria Regina del Creato
La chiesa di Santa Maria Regina del Creato è un luogo di culto cattolico situato nella frazione di Barbagelata, nel comune di Lorsica nella città metropolitana di Genova. La chiesa è sede della parrocchia di San Giuseppe del vicariato della Val Fontanabuona della diocesi di Chiavari.

## Storia e descrizione

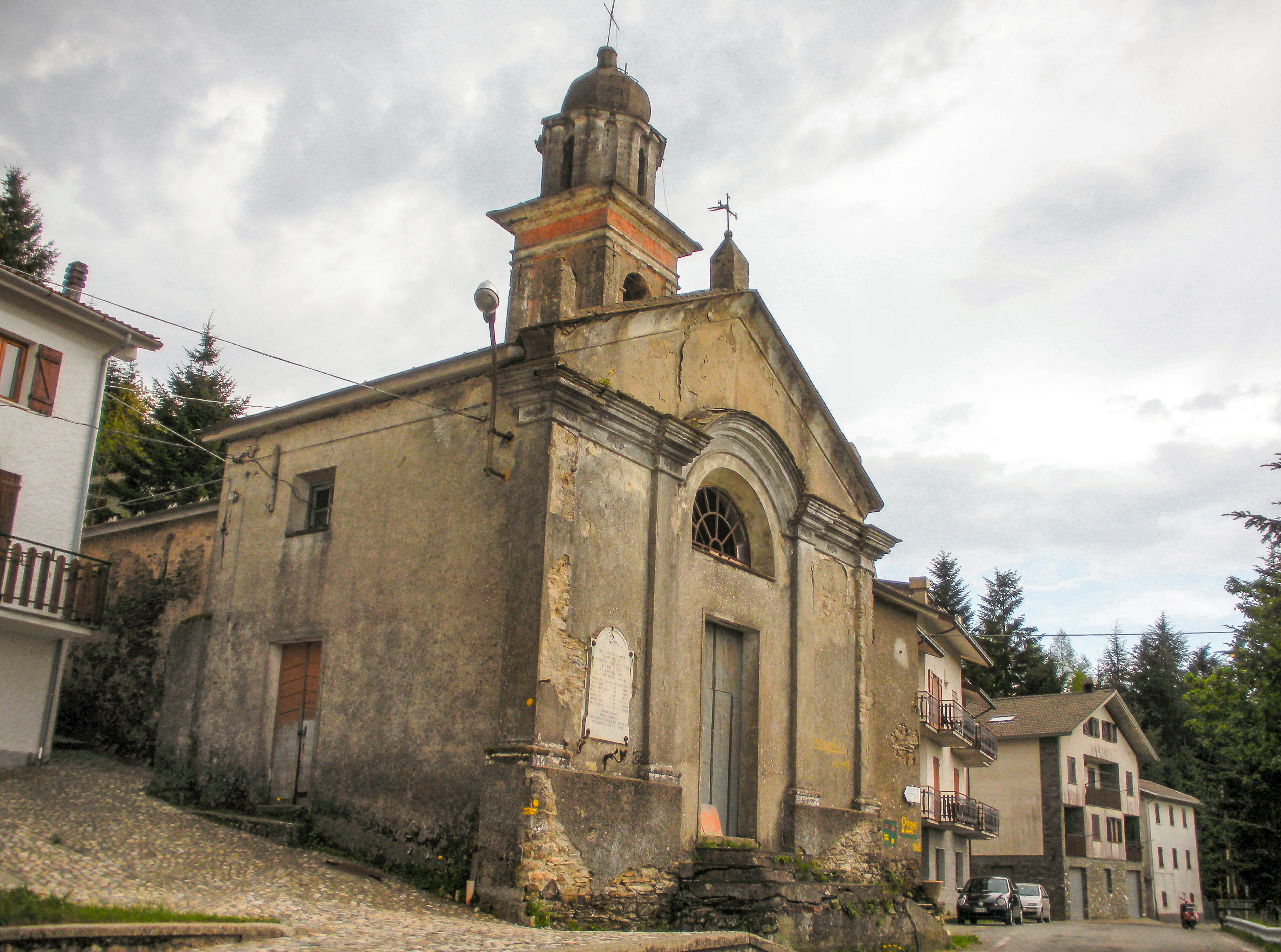
La vecchia parrocchiale

L'edificio è situato presso la frazione di Barbagelata e in virtù dell'elevata altitudine, 1.125 metri sul livello del mare, è considerata la chiesa posta più in alto dell'Appennino ligure.
L'antica chiesa posta al centro del paese, già segnalata dalla cartografia del XVII secolo e risalente al XVI secolo, fu incendiata per rappresaglia nel 1944 dall'esercito tedesco durante la seconda guerra mondiale. Nel centro del paese sono ancora visibili i resti.
Nel 1972, a poca distanza dal sito originale, fu edificata la chiesa nuova. L'edificio, voluto dal parroco don Agostino Dellepiane, con la collaborazione di padre Costantino Ruggeri e su progetto degli architetti Cesare Lacca e Pietro Gaviglio di Milano, è in stile visibilmente moderno, simile a quello di altri edifici sacri realizzati dai medesimi progettisti, fra i quali la chiesa di Gesù Risorto di Lavagna o la chiesa nuova di Sant'Anna a Rapallo. Si tratta di una costruzione a forma di grande tenda in legno e vetrate. La croce sopra l'altare è stata realizzata con travi in legno recuperate dalla demolizione di un vecchio fienile.
Venne consacrata nel 1972 da Luigi Maverna, vescovo di Chiavari; successivamente furono realizzate le opere parrocchiali, utilizzate per campi estivi e ritiri spirituali.